# Alnilam
Alnilam ist der Name des Sterns ε Orionis (Epsilon Orionis). Im auffälligen Winter-Sternbild Orion steht er in der Mitte des Oriongürtels, zu dem links und rechts noch die Sterne Alnitak und Mintaka gehören. Die drei Riesensterne sind die leuchtkräftigsten in dem großen, hellen offenen Sternhaufen Collinder 70.
Neueren Daten zufolge ist jedoch anzunehmen, dass ε Orionis mit etwa 1500 Lichtjahren Entfernung nicht selbst Mitglied von Cr 70 ist, sondern sich in doppelter Entfernung hinter dem Haufen befindet.
Im Fundamentalkatalog FK4 trägt der Hauptstern die Nummer 210.

## Bedeutung
Der Name Al Nilam leitet sich ab von arabisch النظام, DMG an-Niẓām ‚Anordnung (von Perlen, Gürtelmitte)‘. Eng verwandt auch arabisch نظم, DMG Naẓm ‚Perlenkette‘. Weitere Varianten sind auch Alnihan und Alnitam, alle drei Varianten sind jedoch offensichtlich falsche Transkriptionen des ursprünglichen arabischen Namens.

## Beschreibung
Alnilam ist ein Blauer Überriese und gehört der Spektralklasse B0 an. Die Temperatur beträgt ca. 25.000 Kelvin. Er gehört zu den leuchtkräftigsten Sternen, die wir kennen. Die bolometrische Leuchtkraft übersteigt die unserer Sonne um das 375.000-fache. Mit einem Durchmesser von etwa 36 Millionen Kilometern ist er etwa 26 mal größer als unsere Sonne.
Seine mit klassischen Methoden berechnete Entfernung wird meist mit 1320 bis 1350 Lichtjahren angegeben, während die vom Astrometriesatelliten Hipparcos 1995 gemessene Parallaxe 2000 ± 500 Lichtjahre ergibt.

### Reflexionsnebel

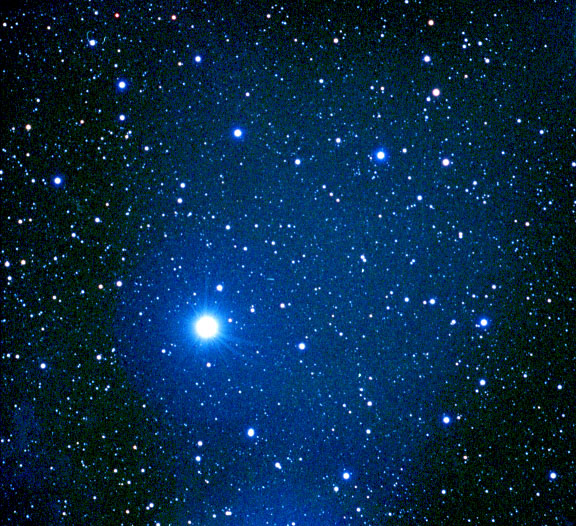
Reflexionsnebel NGC 1990 um Alnilam

Alnilam ist von einem Reflexionsnebel umgeben. Dieser wurde am 1. Februar 1786 von William Herschel mithilfe seines 18,7 Zoll-Spiegelteleskops entdeckt. Er ist unter NGC 1990 im New General Catalogue verzeichnet.